# Саудаде
Сауда́де (порт. saudade, европ. порт. [sɐwˈdad(ə)] или [sɐwˈðað(ɨ)], бразильское произношение сауда́ди [sɐʊˈdadɪ] (слушатьо файле) или ныне чаще сауда́джи [sɐʊˈdadʒɪ] (слушатьо файле), а также на креольском сода́д (кабувердьяну Sodade [so'dad]); галис. saudade [sawˈðaðe̝]) — в широком смысле одно из основополагающих понятий национального самосознания, культуры и национального характера португальцев, бразильцев и иных лузофонов, подразумевающее тоску по ушедшему.
В более узком смысле — эмоциональное состояние, которое можно описать как сложное сочетание светлой печали, ностальгии по утраченному, тоске по неосуществимому и ощущения бренности счастья.
Саудаде выражает тоску от невозвратимой утраты чего-либо дорогого сердцу. Саудаде, однако, не воспринимается как негативное явление, а несёт в себе оттенок благородной светлой романтики и ассоциируется с очищающей душу несчастной любовью.
Саудаде является предметом некой национальной гордости, и, по мнению самих португальцев, способность погружаться в это эмоциональное состояние отличает их от представителей других народов.
Со второй половины XIX века в Галисии представители галисийского возрождения ввели понятие «саудаде» в качестве одной из составляющих идентичности галисийцев.

## Этимология и значение понятия
Этимологически понятие саудаде, которое присуще португальскому и галисийскому языкам, происходит от того же латинского корня, что и solitudo, что в переводе означает одиночество. Американский исследователь кантиг о друге Рип Коэн (Rip Cohen) указал следующую этимологию: лат. sōlitātem > soïdade.
В начале XX века К. Михаэлис де Вашконселуш писала, что «саудаде» воспринимается как сладостно-горькое чувство, аналогом которого у англичан выступает англ. the joy of grief. «Письмо графа Порталегре о загадках саудаде» свидетельствует о том, что уже в конце XVI века саудаде возводилась чуть ли не в ранг философии или национальной религии. Михаэлис де Вашконселуш находила полное соответствие между порт. Saùdade и нем. Sehnsucht, подтверждая своё утверждение переводом цитаты из песни Гёте. Как в переводе, так и в оригинале Гёте исследовательница находила лёгкие оттенки широкой гаммы чувств печали, боли и горечи, выраженными понятием «саудаде» — это и воспоминания о безвозвратно ушедших наслаждениях, испытанных в прошлом; горечь того, что утерянные радости жизни не повторяются в настоящем, либо могут быть испытаны лишь по памяти; желание и надежда к возвращению того былого состояния счастья.
Современное определение португальского понятия в электронном словаре Infopédia: 1. чувство печали, ностальгии и лишённости полноты ощущений, вызванное отсутствием, исчезновением, отдалённостью или утратой контакта с людьми, эпохами, местностями или предметами, с которыми имелась близкая интимная связь, потребность единения с которыми испытывается в настоящем; 2. во множественном числе — поздравления отсутствующему, воспоминания; 3. во множественном числе — широкое обозначение растений подсемейства Ворсянковые (Dipsacoideae) и их цветков.
Определение в словаре Priberam: 1. приятное воспоминание об отсутствующем человеке, событии прошлого или чём-либо, чего кто-то лишён в настоящее время; 2. скорбь, печаль, вызванная такой утратой; 3. во множественном числе используется относительно растения и цветка Scabiosa atropurpurea, а также многих других цветков подсемейства Ворсянковые, входящих в семейство Жимолостные (Caprifoliaceae); скабиоза.
В «Лиссабонском песеннике» XVI века в вильянсико/вилансете/вилансику Soledad tenguo de ti и в аналогичной композиции несколько иной редакции Tierras mias ado nasci «Беленского кансионейру» (Порту, около 1603) зафиксирован случай использования исп. soledad не в современном значении «одиночество» или «одинокое место», а как порт. saudade — тоска по родной земле:
Soledad tengo de ti,
Oh tierra donde naci!
Согласно Михаэлис де Вашконселуш, в XV—XVI веках в Испании исп. soledad обозначало печаль, тоску, ностальгию, что затем вышло из употребления, а это значение перешло к слову исп. anyoranza. Эта точка зрения подтверждается изданиями романа «Палмейрин Английский», в которых порт. saudade в те времена соответствовала исп. soledad в значении «печаль, тоска»:
- «Но ничто более не радовало дона Дуардуша, потому что любовь к Флериде и тоска по ней заставили его утратить вкус к жизни»
- Mas a dom Duardos nhũa cousa lhe era alegre, porque o amor e saudade de Flerida lhe fazia perder o gosto de tudo[15]
- mas á don Duardos ninguna cosa de todas estas le hacían alegre, porque el amor de Flérida y su soledad le hacían perder el contentamiento que destas cosas podía tener[16]

В вилансете XVI века из «Парижского песенника» Lágrimas de saudade и Vida da minh'alma «саудаде» соседствует с мотивом смерти. С того времени связь «саудаде» со смертью от любви часто встречалось в лучших сочинениях португальских авторов. Король Дуарте I в трактате «Верный советник» впервые в португальской литературе попытался определить понятие «саудаде» как выражение амбивалентного чувства и стремился ввести это слово в иностранные языки.
Выражением саудаде в музыке является традиционный португальский стиль фаду. Широкий диапазон понятия «саудаде» заимствован национальным самосознанием и культурой Бразилии, где саудаджи посвящён день 30 января.
Вариантами перевода понятия на русский язык могут служить примеры второго названия романа Бернардина Рибейру «История молодой девушки», а именно порт. Saudades: «Томления», «Тоска»; или Livro das Saudades — «Книга томления», «Книга печалей». Различие этих вариантов несколько пояснила О. А. Овчаренко: «<…> вообще же слово saudade — „тоска неясная о чем-то неземном“ — не поддаётся однозначному переводу на русский язык и считается одной из характерных черт португальской национальной психологии».

## КантигаAgora me quer’eu já espedir
| Agora me quer’eu já espedir da terra e das gentes que i som, u mi Deus tanto de pesar mostrou, e esforçar mui bem meu coraçóm e ar pensar de m’ir alhur guarir; e a Deus gradesco porque m’en vou. Ca a meu grad’, u m’eu daqui partir, com seus desejos nom me veeram chorar, nen ir triste, por bem que eu nunca presesse; nem me poderám dizer que eu torto faç’en fogir daqui, u me Deus tanto pesar deu. Pero das terras haverei soidade, de que m’or’hei a partir despagado, e sempr’i tornará o meu cuidado por quanto bem vi eu en’elas já; ca já por al nunca me veerá nulh’home ir triste nen desconortado. Орфография текста по: Cantigas Medievais Galego-Portuguesas | Отыду днесь от сей земной юдоли, все связи с жизнью и с людьми разрушу: нет силы зрить всё то, что ныне зрю. Уйду, врачуя собственную душу, — я пребывать в миру не мыслю доле и господа за всё благодарю. Отсель меня ведёт тропа благая, ничто меня не сдержит и не свяжет, уйду, печаль смиря и затая, — однако пусть вовек никто не скажет, что подло поступаю, избегая всего, чем зиждима юдоль сия. Но как забыть о радостях земли, о тех, с которыми прощаюсь ныне, как не ценить природной благостыни, не влечься к очевидному добру? Однако решено: меня в миру ни женщине не видеть, ни мужчине. Перевёл Е. В. Витковский |

Примеры использования понятия «саудаде» впервые были зафиксированы в светских кантигах Песенника Национальной библиотеки и Песенника Ватикана, а также в паралитургических Кантигах Девы Марии (Cantigas de Santa Maria, CSM). В этих рукописных сборниках песен трубадуров Пиренейского полуострова слово «саудаде» присутствует в 10 светских сочинениях и 3 духовных песнях в трёх вариантах орфографии: soydade, soidade и suydade. В 9 светских кантигах понятие используется относительно чувств персонажей куртуазной литературы конца XII — середины XIV века, испытывающих горечь расставаний, печаль в разлуке с возлюбленным. В приводимых трёх строфах кантиги галисийского трубадура Нуно Эанеса Серсео (Nuno Anes Cerzeo) автор имеет в виду иной аспект — чувства к родной земле и близким, которых собирается покинуть навсегда. Исследователи затрудняются точно определить жанр песни, предполагая, что она относится либо к кантигам о любви, либо представляет уникальный образец дескорта, который не был свойственен лирике на галисийско-португальском языке. Данная кантига дошла до наших дней лишь в единственном манускрипте — в Песеннике Национальной библиотеки (B 135). В песнях Девы Марии значение слова несколько отличается: в CSM 67, 1. 79 (soydade) и CSM 379, 1. 11 (soidade) выступает в значении «желание». Ни в светских, ни в духовных песнях термин не имеет изначального этимологического значения «одиночество».

## У Камоэнса
У Камоэнса термин «саудаде» встречается в сочинениях различных жанров: в редондилье Sôbolos rios que vão по псалму Super flumina, в сонете Quem quiser ver d' Amor ũa excelência; в двух элегиях O Poeta Simonides, falando и Aquela que de amor descomedido; в песне Vinde cá, meu tão certo secretário. Понятие использовано в широком спектре его значений, зафиксированных ныне в словарях современного португальского языка. В псалме «На реках вавилонских», начинающимся горестными воспоминаниями изгнанника о Сионе (стих 4: As lembranças de Sião) и продолженным сожалением об утерянной земле cлавы (стих 201: terra de glória), «саудаде» равнозначна ностальгической печали о родных землях (стихи 211—212: Não é, logo, a saudade / das terras onde nasceu). Все эти строки являются аллюзией на изгнание поэта из Португалии.
В песне Vinde cá, meu tão certo secretário поэт писал о лишённом надежды желании, которое уже не смогло бы изменить столь великое зло; а тоскливые воспоминания (саудаде) о прошлом страдании, чистом, сладостном и горестном, заставили бы превратить эти беды в печальные слёзы любви:
o desejo privado de esperança,

que tão mal se podia já mudar;

agora, a saudade do passado

tormento, puro, doce e magoado,

fazia converter estes furores

em magoadas lágrimas de amores

В строках элегии Aquela que de amor descomedido Камоэнс уверяет, что его стихи сочиняет не он сам, а печаль его тоскующей и горестной души (a saudade escreve), поэт же только передаёт или даже переводит её слова:
Nem eu escrevo mal tão costumado,

mas n’alma minha, triste e saudosa,

a saudade escreve, e eu traslado.

Затем помещает себя на далёкий от Португалии берег, питая надежды о возвращении на родину, хотя осознаёт, что должен испить горькую чашу — поэт вернулся в Португалию после 17 лет отсутствия. «Живя в заботах, рассеиваю нескончаемую скорбь (саудаде) по тоскливому взморью»:
Ando gastando a vida trabalhosa,

espalhando a continua saudade

ao longo de uma praia saudosa.

В 1972 году в Посольстве Бразилии в Буэнос-Айресе Х. Л. Борхес выступил с докладом «Судьба и творчество Камоэнса» (Destino e Obra de Camões). Для Борхеса, не забывавшего о том, что некоторые из его предков были выходцами из Португалии, Камоэнс, предок по линии отца которого был известным галисийским трубадуром, а мать португалка, чувствовал, возможно, как никто другой те португальские любовь и страдание, выраженные понятием «саудаде», которое не имеет названия в испанском языке. Борхес полагал, что галис. morriña может обозначать некий эквивалент, но словари дают близкие аналоги относительно конкретных понятий; когда же речь заходит об эмоциях, то языковые формы различаются согласно национальной и индивидуальной принадлежности, а также соотнесённостью с эпохами. Писатель расценивал англ. eagerness и нем. sehnsucht недостаточно точными и равнозначными понятиями относительно порт. saudade.

## Галисийский вопрос
В то время как восприятие понятия «саудаде» в качестве одной из основных составляющих идентичности португальцев не ставится под сомнение, относительно галисийцев имеются исторически обусловленные проблемы, связанные с переходом Королевства Галисии под власть кастильской короны и потерей политической независимости, почти полнейшим отсутствием литературных изданий в течение трёх столетий, так называемых тёмных веков, классифицированием галисийского языка в качестве диалекта испанского языка вплоть до смерти каудильо Франко.
Национальное самосознание галисийцев пробудилось лишь в эпоху наполеоновских войн.

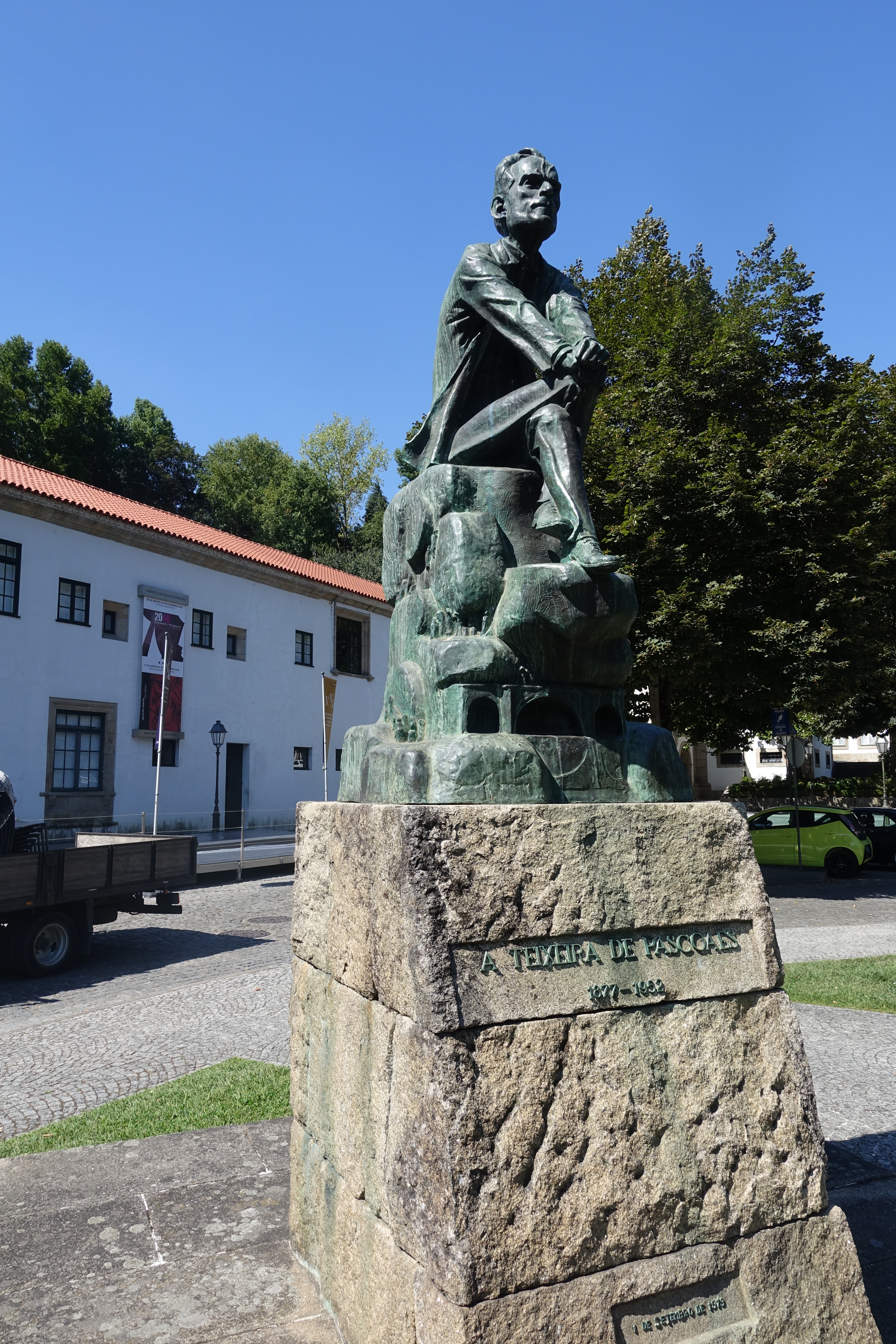
Памятник Тейшейре де Пашкуайшу в Амаранте

На протяжении столетий, когда галисийский язык использовался в качестве разговорного, но не письменного языка, в нём сохранились средневековые формы галис. soidade, suidade, soedade. В Португалии утвердился вариант порт. saudade, а понятие «саудаде» стало восприниматься исключительно как португальское достояние. Кульминацией такого восприятия стало появление саудозизма — поэтической и мистико-патриотической доктрины, наиболее полно представленной поэтом Тейшейрой де Пашкуайшем и философом Леонарду Коимброй. В Галисии вариант написания галис. saudade был впервые зафиксирован Марти́ном Сармьенто в XVIII веке, а «саудаде» стала широко и всесторонне обсуждаться интеллектуалами в 1-й половине XX века. Второй всплеск внимания к данной теме имел место в начале 1950-х годов. В то время как в Португалии «саудаде» получила развёрнутое литературное выражение начиная с XVI века, в Галисии это произошло в XIX веке, а особая важность понятия была осознана в XX веке. Можно сказать, что с 1920-х годов тема интерпретаций «саудаде» стала по-настоящему традиционной для галисийской мысли.
В современном галисийском языке имеются два этимологически близких и схожих по смыслу понятия. Словарь сайта Королевской галисийской академии даёт им следующие определения:
- галис. soidade — 1. одиночество; 2. чувство одиночества; 3. в литературе и философии глубокое чувство, свойственное субъекту, который переживает какую-либо утрату, либо испытывает сильную ностальгию по чём-то или ком-то, с чем или кем был тесно связан в прошлом и продолжает считать желанным. Синонимы: галис. saudade, галис. señardade. Противопоставления: галис. morriña, галис. nostalxia. Пример использования: Для некоторых авторов «соидаде» (soidade) является характерной чертой личности галисийцев (Para algúns autores, a soidade é un trazo característico da personalidade dos galegos)[38].
- галис. saudade — в литературе и философии глубокое чувство, свойственное субъекту, который переживает какую-либо утрату, либо испытывает сильную ностальгию по чём-то или ком-то, с чем или кем был тесно связан в прошлом и продолжает считать желанным. Синонимы: галис. soidade, галис. señardade. Противопоставления: галис. morriña, галис. nostalxia. Пример использования: Думая о ней, он страдал от бесконечной печали (saudades) по любящему его сердцу, которого рядом с ним не было (Pensando nela, sufrín as infinitas saudades dun namorado corazón na ausencia)[39].

Таким образом, значения понятий галис. saudade и галис. soidade не полностью совпадают со значением понятия порт. saudade, поскольку исключают тоску по родине и ностальгию, обозначаемыми как галис. morriña и галис. nostalxia. Михаэлис де Вашконселуш полагала, что близким галисийским аналогом порт. saudade является галис. morriña.
Принято считать, что национальная идентичность галисийцев наиболее полно выражена в творчестве Росали́и де Кастро. Поэтесса воспринимается как символ галисийского культурного наследия. Мигэлес-Карбальейра при цитировании слов А. Гомеса Ледо (Avelino Gómez Ledo) как в испанском оригинале, так и в переводе на английский выделяла галис. saudade курсивом по причине отсутствия адекватных аналогов: «<…> жизнь Росалии де Кастро выражает „саудаде“, эти глубокие боль и радость религиозной в своей основе кельтской души». Основное чувство ощущения жизни, доминирующее в сборнике Росали́и де Кастро «Новые листья» (Follas novas) — это чувство «саудаде». Понятие используется поэтессой в различной орфографии: saudade, soidade, soidá, soedad. Эти варианты некоторым образом могут объясняться как обычные полукастилизмы, то есть половинчатые заимствования из кастильского языка в период кастильянизации. Как и в случаях со многими метафизическими понятиями, «саудаде» удостоена многочисленных интерпретаций. Однако, у галисийских писателей отсутствует общепринятая трактовка, единодушное понимание того, чем является «саудаде».
Мануэл Мурги́я, а под его влиянием и Эдуардо Пондал, как и многие представители галисийского возрождения (регионалисты 2-й половины XIX века), полагали, что галисийцы произошли от кельтов. Представителям решурдименто не было известно использование понятия «саудаде» в творчестве трубадуров Пиренейского острова на галисийско-португальском языке. Но уже сторонники галисийского национализма со времени основания своего движения в 1916 году настаивали на общем с португальцами культурном наследии. С июля 1942 года по июль 1953 года в Мехико вышло 7 номеров журнала Saudade (Verba Galega nas Américas), издававшемся галисийскими эмигрантами. Это был печатный орган галисийцев, изгнанных из родины или спасавшихся в поисках убежища от режима Франко. Рассуждения о галегизме, кельтизме и атлантизме выражали оппозиционные франкистскому режиму взгляды, а «саудаде» использовалась в значении «тоска по родине». Публикации песенников с кантигами на галисийско-португальском языке, служившим на протяжении полутора столетий (1200—1350) единственным литературным языком в Галисии, Португалии и ряде пиренейских королевств, обратили внимание интеллектуалов на бывшее языковое единство и привели к возникновению реинтеграционизма в 1975 году. Рикардо Карбальо Калеро (Ricardo Carballo Calero, реинтеграционист) настаивал на том, что понимание «саудаде» Росалией де Кастро следует воспринимать не в трактовке этого понятия Тейшейры де Пашкуайша, но так, как его определял Рамон Пинейро (1915—1990, один из лидеров галисийского национализма). Согласно Карбальо Калеро, в то время как «саудаде» Тейшейры де Пашкуайша выступает как описываемое мир неясное пантеистическое понятие, противопоставленная ему «саудаде» Росалии более изолирована от человеческого бытия, и в ней имманентность превалирует над трансцендентностью.
Рамон Пинейро писал свои эссе во 2-й половине XX века, когда в Европе распространился экзистенциализм. В ряде эссе галисийский философ заявлял о создании галисийско-португальской национальности на философской основе. Согласно рецензенту эссе Пинейро, для галисийского философа «саудаде» представляла таинственное чувство, которое если и может быть спутано с меланхолией (галис. morriña) или ностальгией, обладающими объектом стремлений, то отличается от них тем, что лишено такого объекта. Пинейро рассматривал «саудаде» не как обычное психологическое состояние, но с точки зрения бытия в его полном онтологическом смысле, когда человек погружён в самого себя без контакта с внешним миром. Это случай основополагающего онтологического одиночества: «<…> но в таком сумеречном ощущении самого себя индивид осознаёт собственное онтологическое одиночество. Чувствовать это онтологическое одиночество означает чувствовать „саудаде“». В данной цитате галис. soidade ontolóxica равнозначна исп. soledad ontológica, в то время как ни в Средние века в галисийско-португальском языке, ни на всём историческом пути становления и развития португальского языка источники не зафиксировали в понятии порт. saudade значения «одиночество».
В 1980 году Р. Карбальо Калеро писал, что в последние годы исследования природы «саудаде» приняли научный характер, и сослался на сборник эссе La Saudade (Vigo, 1953), однако отметил, что понятие пока не получило научного определения. Далее литературовед, в частности, отметил, что с точки зрения христианской теологии, «саудаде» может быть интерпретирована как «ностальгия по раю», и, вероятно, несёт печать падшего человека, который совершил грех. Человек в Эдеме не пребывал в одиночестве, поскольку был окружён ангелами и животными. Онтологическая «саудаде» обусловлена утерей совершенства в результате грехопадения и отдалением от Бога с последующим изгнанием его из рая. Посему «саудаде» свойственно испытывать каждому человеку. В таком случае проблема «саудаде» носит универсальный характер, и не является проблемой только португальца или галисийца. Тем более, в XVI веке Камоэнс использовал данное понятие относительно изгнанников Сиона, священного Иерусалима.

## Кабовердианская «содаде»
Португальское понятие «саудаде» часто используется в песнях островов Зелёного Мыса (Кабу-Верде), исполняемых на кабовердинанском креольском языке на португальской основе, где произносится как «содад». В частности, «Содаде» — название одной из самых известных песен кабовердианской певицы Сезарии Эворы в стиле коладейры  или морны.
В 2006 году после нескольких судебных разбирательств относительно авторских прав суд признал Арманду Зеферину Соареша (1920—2007) единственным автором песни «Содаде», по словам которого она была сочинена в 1950-х годах (возможно, точнее в 1954 году) по поводу отплытия группы кабовердианцев на заработки на острова архипелага Сан Томе и Принсипе. В песне выражены сложные чувства кабовердианцев, которые против своей воли вынуждены покинуть родину и отправиться дальней дорогой на чужбину. Соареш родился на острове Сан-Николау архипелага Кабу Верде, видимо поэтому его название упоминается в тексте. Впервые на диске песня эта была записана в 1974 году в Голландии Бонгой, который в то время в эмиграции был тесно связан с кабовердианцами. В альбоме «Ангола 74» Бонга записал песню «Содаде» (Sodade) за 18 лет до того, как она завоевала мировую известность в исполнении Сезарии Эворы (альбом Miss Perfumado, 1992). К настоящему времени песня стала чем-то вроде неофициального гимна островов Зелёного Мыса из-за выраженного в тексте и музыке чувства «содаде» — чувства печали и ностальгии.

## В галисийско-португальских кантигах
Ниже перечислены все 10 случаев использования слова «саудаде» в светских (куртуазных) кантигах на галисийско-португальском языке в орфографии манускриптов Песенника Национальной библиотеки и Песенника Ватикана:
- Диниш I, португальский король-трубадур: Nom poss'eu, meu amigo (soydade; кантига о друге B 578, V 181)[52]
- Диниш I, португальский король-трубадур: Que soidade de mia senhor hei (soydade; кантига о любви B 526a, V 119)[53]
- Жуан Зорру (Johan Zorro), жонглёр, возможно португалец: Mete el rei barcas no rio forte (suydade; кантига о друге B 1156, V 758)[54]
- Лопо Лиас (Lopo Lias), галисийский трубадур: A Dona Maria [há] soidade (soydade; песня насмешки и злословия B 1356, V 964)[55]
- Нуно Эанес Серсео (Nuno Anes Cerzeo [Nuno Eanes de Serçeo]), галисийский трубадур: Agora me quer'eu já espedir (soydade; песня неопределённого жанра B 135)[56]
- Фернан Фернандеш Когоминью (Fernão Fernandes Cogominho), португальский трубадур: Amig’, e non vos nembrades (soydade; кантига о друге B 702, V 303)[57]
- Перо Лароуку (Pero Larouco), жонглёр, вероятно португалец: De vós, senhor, quer'eu dizer verdade (soydade; кантига насмешки и злословия B 612, V 214)[58]
- Перо да Понте, галисийский трубадур: Mort'é Dom Martim Marcos, ai Deus! Se é verdade (soydade; плач насмешки B 1655, V 1189)[59]
- Эштеван да Гуарда (Estevão da Guarda), португальский трубадур: Ora, senhor, tenho muit'aguisado (soidade; кантига о любви B 619, V 220)[60]
- Саншо Саншес (Sancho Sanchez), галисийский трубадур: Que mui gran torto mi fez, amiga (soydade; кантига о друге B 939, V 527)[61]

Термин встречается в 3 хвалебных песнопениях Деве Марии:
- CSM 48, 1. 38 (soidade)[29]; Cantigas de Santa Maria/XLVIII

dos monges, que ant' avian | da agua gran soidade,
- CSM 67, 1. 79 (soydade)[30] Cantigas de Santa Maria/LXVII

Diss' o bispo: «Venna logo, | ca de veer-l' ei soydade.»
- CSM 379, 1. 11 (soidade)[30] Cantigas de Santa Maria/CCCLXXIX

E el Rey de veer esto / avia gran soidade;

## Комментарии

«Саудаде» (или «Саудаджи»). Алмейда Жуниор, 1899 год

1. ↑  Приводимая словарём транскрипция [sɐwˈdad(ə)] отличается от принятой в настоящее время Международной фонетической ассоциацией [ə] транскрипционным символом [ɨ][2].
2. ↑  [(ə)]: взятый в круглые скобки звук [(ə)] означает, что он имеет тенденцию к выпадению и произношение его факультативно.
3. ↑  [sɐwˈðað(ɨ)]: вариант произношения с реализацией [d] как [ð] в результате лениции смычного согласного[2].
4. ↑  В данном случае в заударном слоге только [ɪ], хотя в потоке речи после глухого согласного [ɪ̥], и только между звонкими согласными [i][3].
5. ↑  Сохранена орфография оригинала.
6. ↑  Отличия орфографии данного текста от орфографии манускрипта: já < ia; i < hi; som < son; u < hu; bem < bẽ; coraçóm < coraçón; haverei < auerey; soidade < soydade; nem < nẽ.